# Venir au monde
Pour plus de détails, voir Fiche technique et Distribution.
Venir au monde (Venuto al mondo) est un drame italo-espagnol coproduit, coécrit et réalisé par Sergio Castellitto sorti en 2012.
Il s'agit de l'adaptation du roman Venuto al mondo (it) de Margaret Mazzantini publié en 2008.

## Synopsis
Une mère, Gemma, revient avec son fils Pietro sur les lieux du siège de Sarajevo.

## Fiche technique
Sauf indication contraire, les informations mentionnées dans cette section peuvent être confirmées par la base de données cinématographiques IMDb,  présente dans la section « Liens externes ».
- Titre original italien : Venuto al mondo
- Titre espagnol : Volver a nacer
- Titre français : Venir au monde
- Réalisation : Sergio Castellitto
- Scénario : Sergio Castellitto et Margaret Mazzantini d'après son roman homonyme
- Direction artistique : Francesco Frigeri
- Décors : Donato Tieppo
- Costumes : Sonoo Mishra
- Photographie : Gianfilippo Corticelli
- Montage : Patrizio Marone
- Musique : Eduardo Cruz
- Production : Sergio Castellitto et Roberto Sessa
- Société(s) de production : Medusa Film, Picomedia, Alien Produzioni, Telecinco Cinema, Mod Producciones et Ziva Produkcija
- Société(s) de distribution : Medusa Film (Italie)
- Pays d’origine :  Italie/ Espagne
- Langue : Anglais, Italien, Bosnien
- Format : Couleurs - 35 mm - 2.35:1 - Son Dolby numérique
- Genre : Drame, guerre
- Durée : 127 minutes
- Dates de sortie :
  -  Canada : 13 septembre 2012 (Festival international du film de Toronto 2012)
  -  Espagne : 24 septembre 2012 (Festival international du film de Saint-Sébastien 2012) ; 11 janvier 2013 (sortie nationale)
  -  Italie : 8 novembre 2012
  -  France : 20 mai 2013 (DVD)

## Distribution

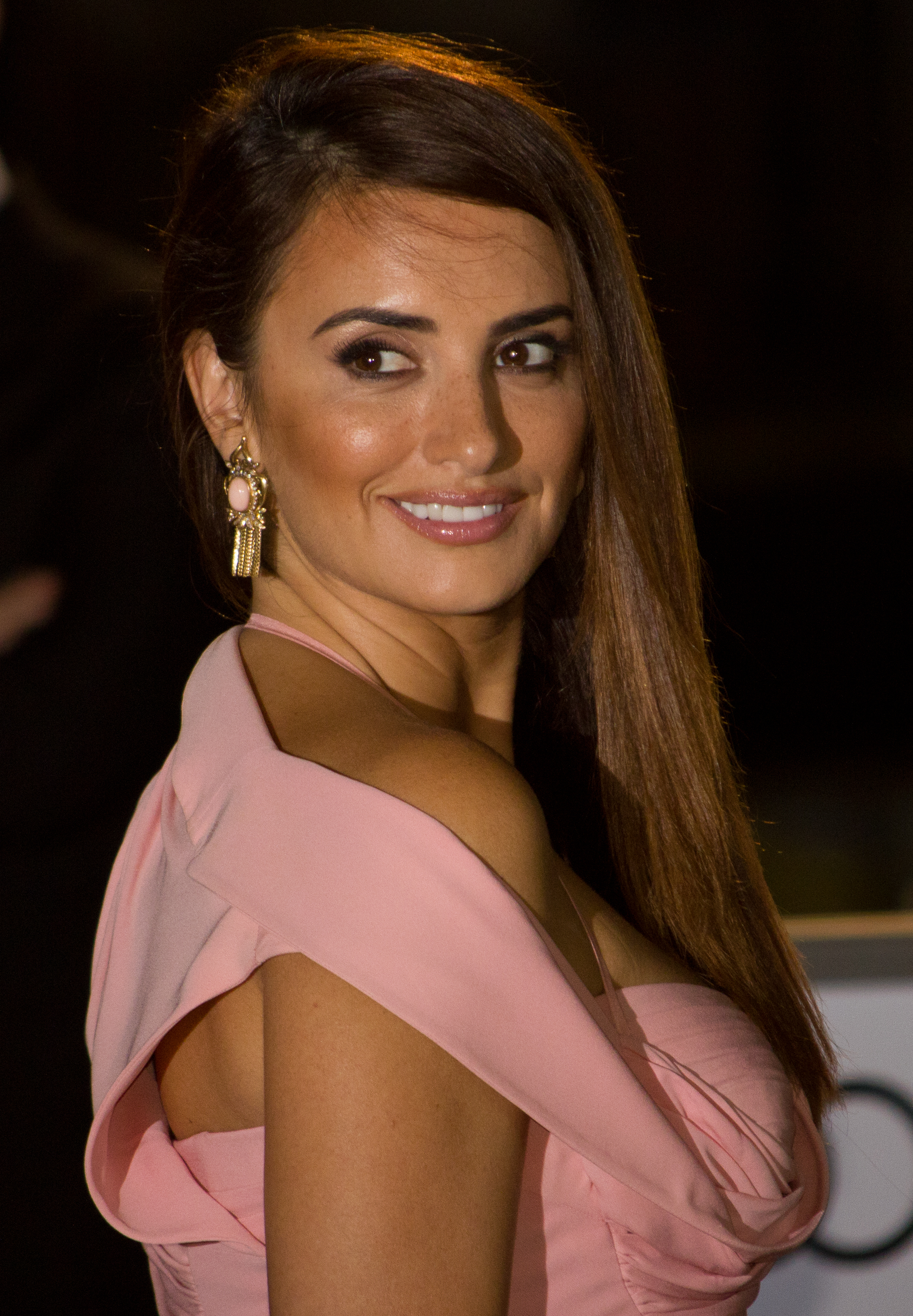
L'actrice Penélope Cruz au festival international du film de Toronto en septembre 2012, pour la présentation du film.

- Emile Hirsch (V. F. : Ernst Umhauer) : Diego
- Penélope Cruz (V. F. : Sara Martins) : Gemma
- Pietro Castellitto : Pietro
- Adnan Hasković : Gojco
- Saadet Aksoy : Aska
- Mira Furlan : Velida
- Jane Birkin : la psychologue
- Sergio Castellitto : Giuliano
- Isabelle Adriani
- Bruno Armando

Source et légende : Version française (V. F.) sur le site d’AlterEgo (la société de doublage)

## Distinctions

### Nominations
- Festival international du film de Toronto 2012 : sélection « Gala Presentations »
- Festival international du film de Saint-Sébastien 2012 : sélection officielle